# Batteries du mont Canisy

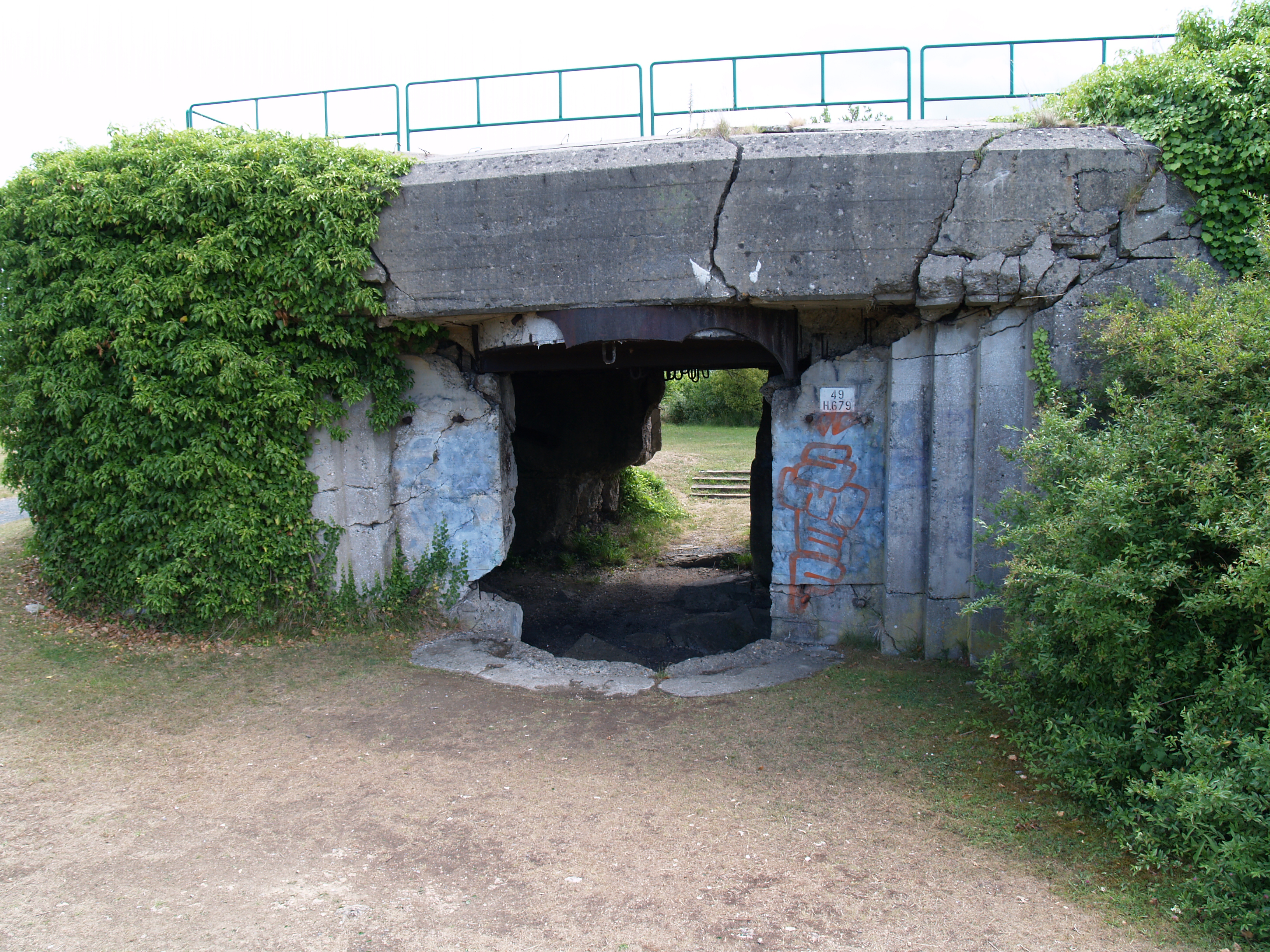
Batterie du mont Canisy.

L'ensemble constituant les batteries du mont Canisy est un des ouvrages du mur de l'Atlantique implanté sur le mont du même nom. Située sur la commune de Benerville-sur-Mer, la butte calcaire de 110 m de hauteur et de 800 m de diamètre, en bordure littorale de la Côte Fleurie, surplombe les marais de Blonville-sur-Mer à l'Ouest et la basse vallée de la Touques à l'Est.

## Site

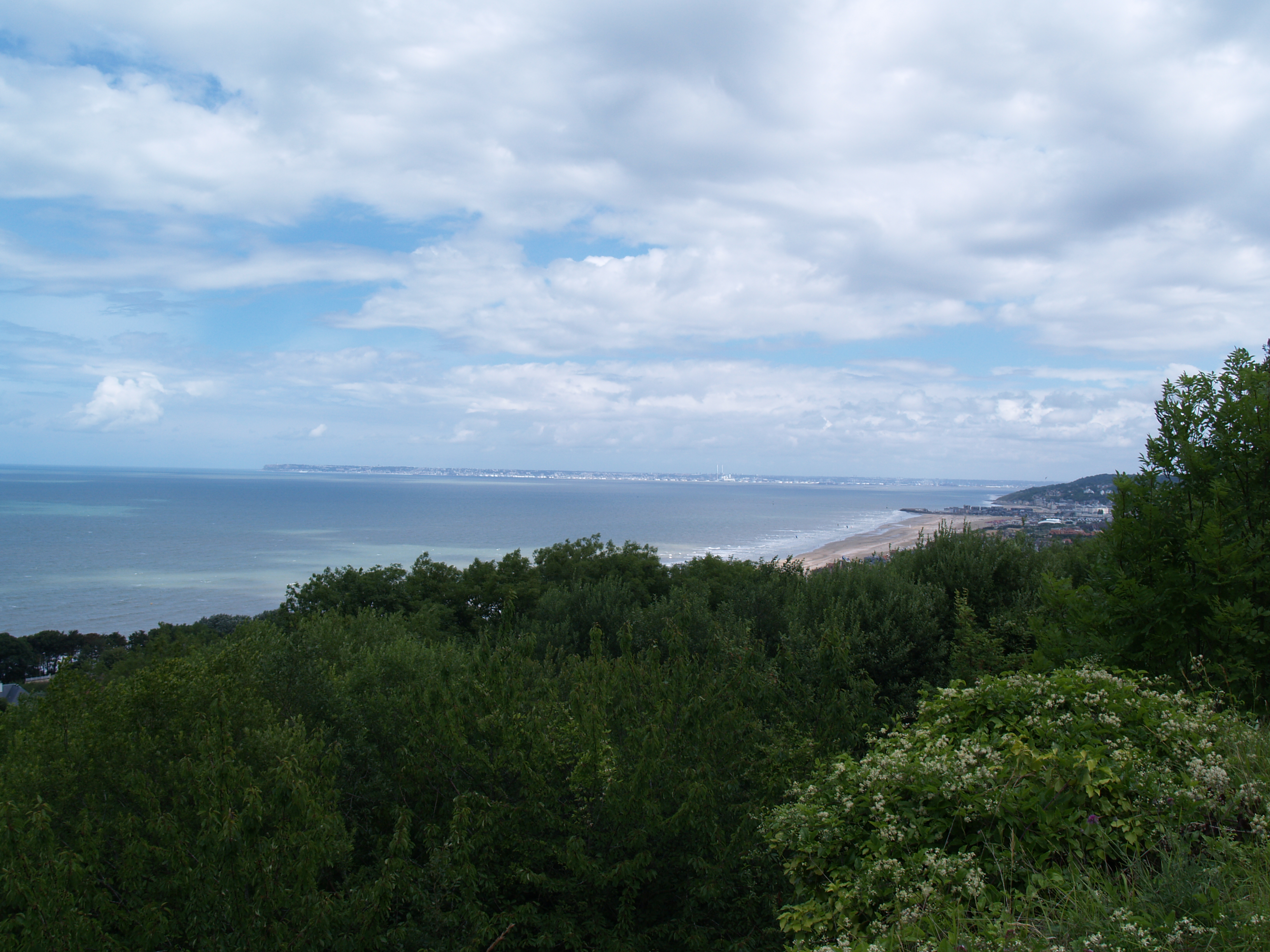
Le mont Canisy permet à l'observateur d'embrasser un panorama de toute la baie de Seine. La photo montre une vue sur le port Deauville, la falaise des Roches Noires au Nord-Est de Trouville, les falaises du cap de la Hève, la zone portuaire du Havre et l'estuaire de la Seine.

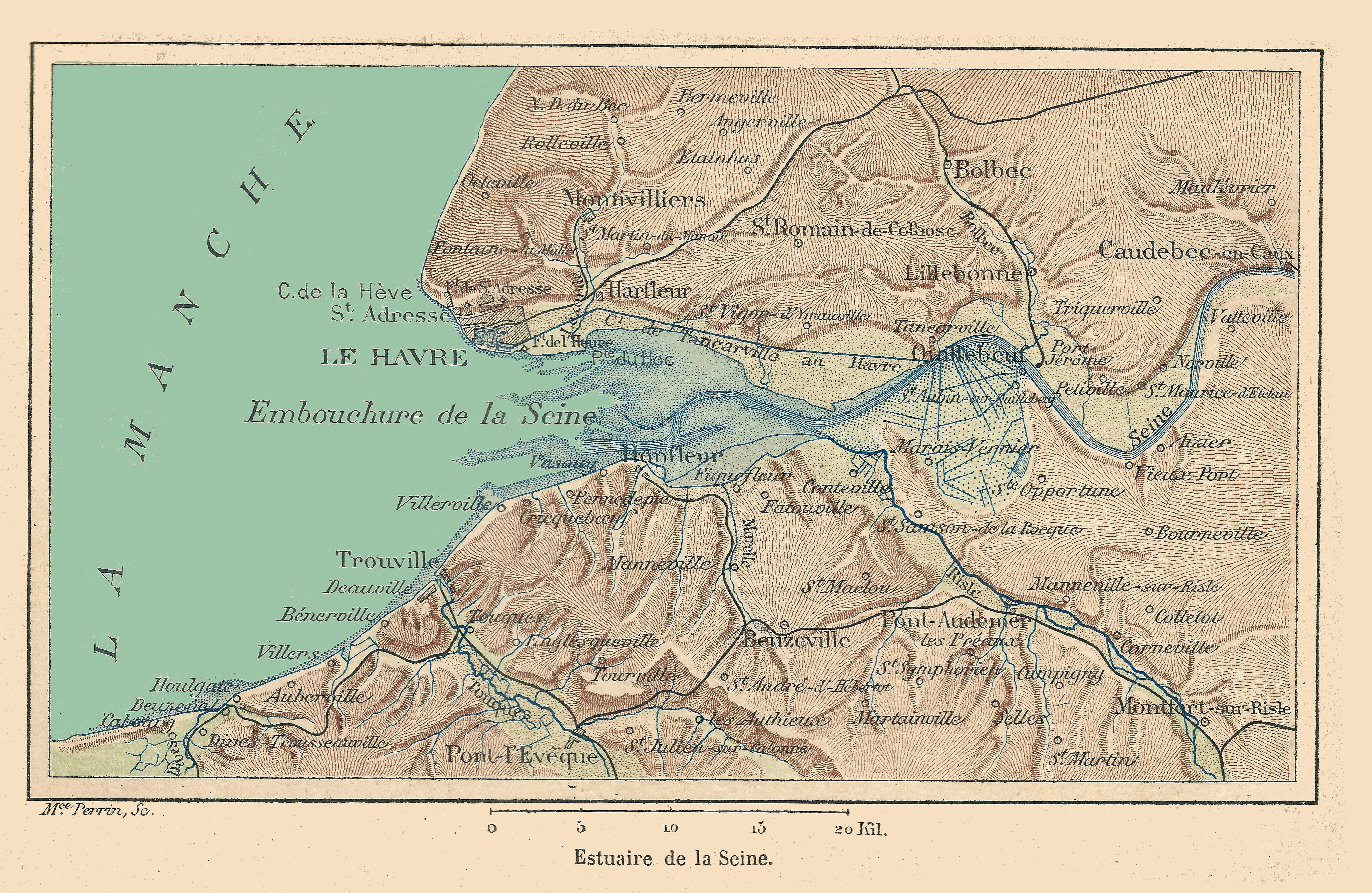
Carte représentant l'estuaire de la Seine.

Sur Bénerville, le mont Canisy descend vers la mer avec des falaises hautes d'une trentaine de mètres, laissant voir de la plage des coulées boueuses et des blocs coralliens. Il s'inscrit dans un paysage de plateaux aux vallées encaissées et une succession de reliefs de cuesta à faible pendage. Ces plateaux du pays d'Auge qui culminent à des hauteurs entre 120 et 140 m de hauteur, se caractérisent par des coteaux aux pentes relativement fortes. L'érosion différentielle a laissé subsister des buttes-témoins qui marquent l'ancienne extension d'une cuesta. La plaine alluviale de la Touques, entre les deux coteaux, est marquée par un relief atypique, le Mont Canisy, formé d'une corniche de calcaires oolithiques et coralliens de l'Oxfordien moyen, coiffant une puissante série argileuse de l'Oxfordien inférieur. La butte-témoin du Mont Canisy a résisté à l'érosion, protégée par la formation récifale massive,.
L'inventaire du patrimoine géologique de la région Basse-Normandie, initié en 2007, a identifié et validé des sites aux patrimoines géologiques, géomorphologiques et hydrogéologiques ayant un intérêt scientifique, culturel, pédagogique, esthétique. Parmi ces géosites, figure le récif corallien oxfordien du Mont Canisy. En avant d'une cuesta du pays d'Auge, le mont Canisy « correspond à une butte-témoin de roches calcaires oolithiques puis récifales, d'âge Oxfordien moyen, qui surmonte l'ensemble argileux des Marnes de Villers de l'Oxfordien inférieur. La construction récifale du Mont Canisy, la plus importante de l'Ouest de la France, s'est édifiée durant 2 millions d'années dans une mer chaude peu profonde. Elle abrite de nombreux fossiles tels que des polypiers constructeurs associés à des flores et faunes périrécifales (solénopores, nérinées…). Des blocs coralliens, glissés depuis le sommet du Mont Canisy au cours des phases froides du
Quaternaire, sont aujourd'hui bien visibles sur la plage de Bénerville ».

## Histoire

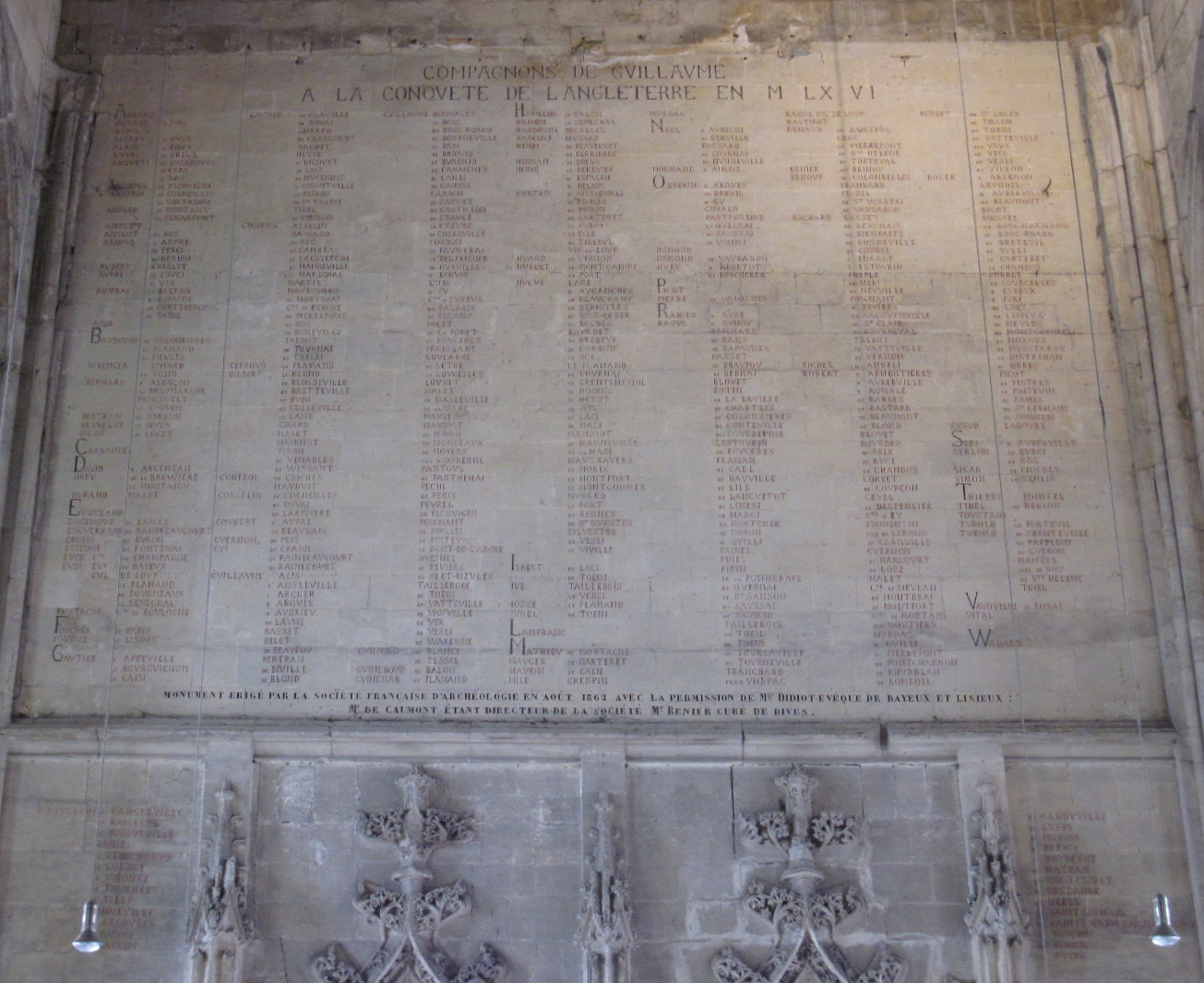
Le nom du seigneur local, Hubert de Canisy, est inscrit sur la plaque de l'église de Dives-sur-Merr, parmi les compagnons de Guillaume le Conquérant.

La position élevée du Mont Canisy et sa localisation géographique face à l'estuaire de la Seine en ont toujours fait un site stratégique. Tour à tour oppidum celtique, fief seigneurial, poste de défense côtière exploité par les militaires depuis le XVIIIe siècle. Le ministre de la Marine, le duc de Choiseul, y fait installer une batterie d'artillerie côtière en 1762, afin de neutraliser les pirates anglais qui viennent rançonner les navires marchands remontant la Touques. Le Mont abrite un fort qui sert de poste de surveillance des sous-marins ennemis pendant la Première Guerre Mondiale. En 1935, l'État nationalise au profit de la Marine nationale la partie nord, pour y construire une une base d'artillerie qui n'est, d'ailleurs, jamais opérationnelle. Les Allemands rasent le terrain en arrivant, avant d'y implanter six canons et de fortifier le site (Stp 13) de 1941 à 1944. De cette époque de la Seconde Guerre Mondiale, subsistent notamment des bunkers, des fortifications, des tunnels et un poste de direction de tir,.
Dans les années 1950, quelques familles de sinistrés s'établissent dans les ouvrages abandonnés jusque dans les années 1970. Les élus locaux souhaitant transformer cet espace en zone naturelle, ils le classent en zone non constructible. Le Conservatoire du Littoral acquiert le site de 27 hectares en 1979 et signe en 1993, une convention avec l'association Les Amis du Mont Canisy créée à la veille du 50e anniversaire du Débarquement. Cette dernière assure « la mise en valeur des ouvrages militaires et de leur environnement, l'organisation de visites avec des guides bénévoles, effectue l’entretien et réalise les différents travaux de réhabilitation ».

## Description
Laissé à moitié à la végétation, le site est mis en valeur par l'association Les Amis du Mont Canisy. Il compte une centaine d'ouvrages et de fortifications. Près d'une vingtaine d'ouvrages de guerre ont été déterrés et nettoyés par les bénévoles de l'association, dont :
- une galerie souterraine de 250 m de long à 15 m sous terre[15], reliant six encuvements et trois casemates pour canon de 155 mm, répartis en arc de cercle[16] ;
- un bunker de commandement ;
- un poste de direction de tir à trois fenêtres d'observation ;
- un abri de troupe ;
- une trentaine de petits postes de combat fortifiés individuels de type tobrouk ;
- deux bunkers avec 2 et 3 meurtrières ;
- trois bunkers équipés à l'origine de canons de 155 mm ayant leur ligne de tir sur Le Havre ;
- une casemate pour canon de 105 mm antichar pointait sur la plage de Deauville ;
- une centrale électrique ;
- six escaliers permettent avec des rails dont on voit encore la trace, l'approvisionnement en munitions et l'accès en sécurité des différents encuvements et casemates ;
- une longue tranchée que l'on peut encore parcourir.

## Patrimoine naturel
L'enclave de la batterie est entièrement comprise dans la ZNIEFF dénommée Pelouses du mont Canisy, qui s'étend par ailleurs sur les communes limitrophes de Tourgéville et Saint-Arnoult.
Trois grands types de végétation sont présents :
- les pelouses calcicoles plus ou moins ouvertes
  - les pelouses rases et ouvertes accueillant de nombreuses espèces pionnières ;
  - les pelouses fermées, dominées par le brachypode penné et le brome dressé ;
  - les vieilles pelouses, envahies par le cortège des plantes de prairies telle le dactyle aggloméré, l'anthémis fétide, la primevère officinale, le cirse acaule.
- les fourrés calcicoles et les fruticées : il s'agit de formations associant soit le prunellier et la ronce, soit le prunellier et le troène ;
- les boisements calcicoles : il s’agit des ultimes stades de la dynamique naturelle de la végétation. Ces bois à frêne commun et érable sycomore présentent un cortège végétal réduit[18].

Le mont « abrite plus de 200 espèces de plantes, dont une bonne moitié plutôt méditerranéennes ou de montagne (genévrier, genêt de teinturiers…), et plusieurs espèces protégées au niveau régional (Gentiane d’Allemagne, Dompte-venin et Raiponce délicate). Royaume des orchidées, 13 espèces s’y épanouissent également d’avril à juillet. Parmi les habitants de la faune, résident trois espèces d’oiseaux protégées régionalement — le rossignol philomèle, la locustelle tachetée et l’hypolais polyglotte — plusieurs familles de papillons et une couleuvre — la coronelle lisse — protégée nationalement. Avec ses ouvrages militaires et grottes naturelles, le site favorise aussi la présence de chauves-souris » (la mammofaune compte notamment le Murin de Natterer, le Grand Murin, le Grand Rhinolophe et le Murin à moustaches).